# Henricus Thyssen
Pour les articles homonymes, voir Thyssen.
Henricus Thyssen était un gymnaste néerlandais.

## Biographie

### Palmarès
Championnats du monde
- Anvers 1903
  -  médaille d'or au cheval d'arçons